# 郷土防衛義勇軍

郷土防衛義勇軍旗

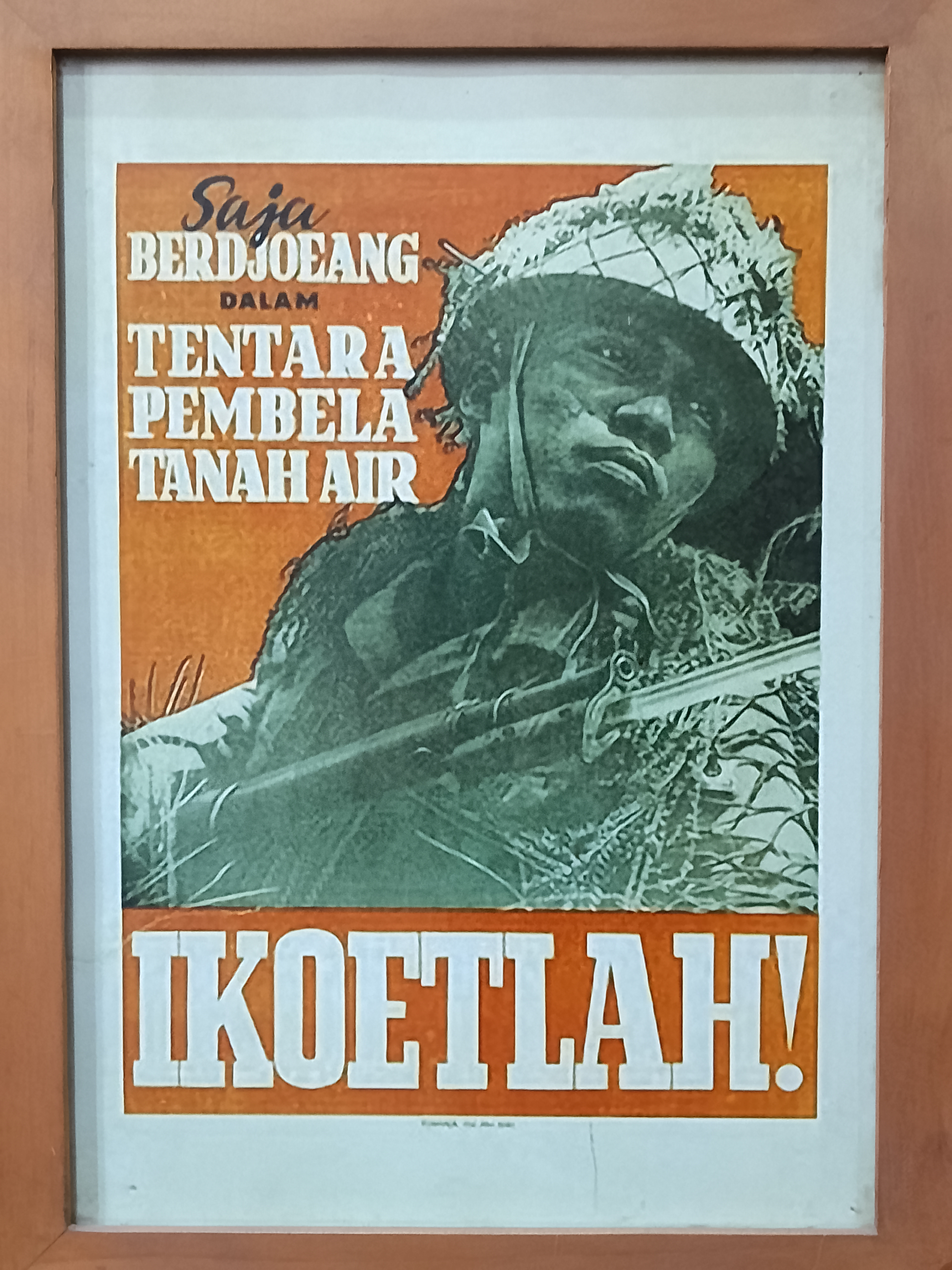
郷土防衛義勇軍の募集パンフレット。書かれている言葉：「私は祖国防衛軍で戦う。参加しよう！」

郷土防衛義勇軍（きょうど ぼうえい ぎゆうぐん、Tentara Pembela Tanah Air、略称PETA「ペタ」）とは、太平洋戦争期、1943年10月、日本軍政下におかれた東インド（現在のインドネシア）のジャワで、民族軍として結成された軍事組織である。同様の組織は、バリ島、スマトラ島、マレー半島でも結成された。
日本の敗戦後、1945年8月19日付で解散されたが、この郷土防衛義勇軍出身のインドネシア人が、その後のオランダとの独立戦争（インドネシア独立戦争）で、インドネシア側の武装勢力で中心的な役割を担った。
なお、その軍旗は、緑地に赤い太陽、三日月と星（イスラームのモチーフ）が染め抜かれていた

## 沿革

### 設立の経緯
日本によるインドネシアの統治が1942年から行われるようになり、子供たちの学びの場「チハヤ学塾」の他、官吏養成学校、師範学校、農林学校、商業学校、工業学校、医科大学、商船学校などが開設され、短期間に10万人以上のエリートが育成された。このように行政官の教育や軍政が日本軍によってなされ、インドネシアの軍である「郷土防衛義勇軍」（以下「ペタ」と略す）が原田熊吉ジャワ派遣軍司令官の尽力もあり設立の運びとなった。ペタは義勇軍と士官学校を合併したような機関で、総勢3万8千人の将校が養成された。ペタは、インドネシア人部隊長がみずから各々の部隊を率いる民族軍部隊として構想されたものであるが、こうした民族軍の設立については、日本側とインドネシア側の双方から要請があった。
占領地における民族軍の創出については、すでに日本の陸軍省が南方軍に対して東南アジア住民の武装化を認めており（1942年6月29日付「大陸指1196号」）、東南アジア在住のインド人らによるインド国民軍、アウン・サンらビルマの民族主義者らによるビルマ国民軍が設立された。蘭印攻略作戦によってジャワを占領した日本軍（今村均中将指揮下の陸軍第16軍、5万5千人）は、その主力をニューギニア、ソロモン諸島方面に移動させ、1942年11月には約1万人の守備隊をジャワに残すのみとなった。東インド占領地での兵力不足は否めなかったが、実際に東インドで民族軍設立が具体化するのは、それから1年後のことだった。
一方のインドネシア人の側では、日本軍政当局が民族独立を確約せず、住民の動員や資源の調達に協力を求めることに不満が高まっていた。1943年5月に設置された兵補の制度は日本軍の補助兵力にすぎず、これもインドネシア人の不満を解消するものではなかった。彼らが望んでいたのは、日本軍から独立した、インドネシア人の将校と兵士からなる自前の民族軍の設立だったのである。
もちろん、軍政下における現地住民の武装化については、軍政当局の内部にも、また現地の民族主義運動リーダーたちのあいだにも慎重論があった。日本人の側には、武器を与えられた現地住民が反日運動に荷担するのではないかという不安があった（その不安は後のブリタル反乱事件で現実化する）。インドネシア人の側には、かつてオランダの植民地支配下にあったとき、現地住民から構成された植民地軍(王立オランダ領東インド陸軍、王立オランダ領東インド海軍)が民族主義運動弾圧に利用されたという苦い過去があった。しかし、軍政当局の側には戦局悪化にともなう兵力不足の危機感が、そして現地指導層の側には独自の民族軍を有していなければ独立達成後に旧宗主国オランダとは対峙できないという危機感があったため、1943年10月3日、ジャワ郷土防衛義勇軍の設立が正式に決定された。
この決定に先立ち、軍政当局はガトット・マンクプラジャ（元インドネシア国民党）ら民族主義運動のリーダーや、イスラーム指導者のラデン・ワリ・アリ・ファタらに依頼して、民族軍設立の建白書を提出させた。軍政当局は、こうした現地住民からの要望にこたえるという形をとり、自らの主導によって住民の武装化をすすめるという体裁を避けた。

### 組織・訓練・人材

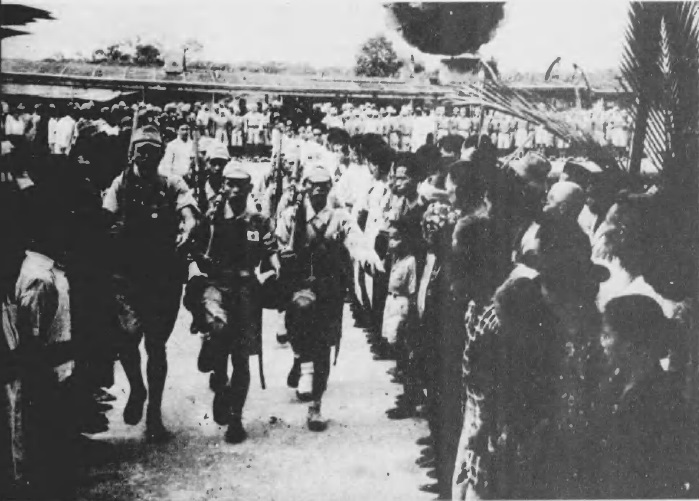
ダイヤ族の義勇軍

ペタ設立の正式決定後、その編成の中心メンバー「助教」となったのは、ジャカルタ近郊のタンゲランにあった、1942年の末から設立されていた「青年道場」（インドネシア特殊要員養成隊、隊長：柳川宗成中尉）のインドネシア人青年たちだった。「青年道場」に入る資格は、愛国心と宗教（イスラム教）心があることと、中学校を卒業したインドネシア人であることであった。この青年道場は日本の中野学校出身の情報士官らによって設立された機関で、インドネシア人青年にゲリラ戦や情報戦の技術を教育していた。ペタ設立の決定後、この青年たちをボゴールに設立された幹部養成学校（義勇軍錬成隊）に所属させて各種訓練を実施した。そして、この学校の卒業生が中心となって、彼らのそれぞれの故郷で、約500名規模のペタの大団を結成させた。この大団の下に、中団、小団、分団が組織された。
こうした大団は、1943年末には35大団、1944年8月には20大団、同年11月にはさらに11大団が追加編成された。終戦時には、66大団、約3万6千人の規模となっていた。このなかには、蘭印軍（オランダ東インド軍）軍曹の前歴を隠したまま入隊して小団長に任命されたスハルト（後のインドネシア第2代大統領）も居た。スハルトはその後、中団長に昇進し、インドネシア人士官らの訓練にもあたった。
こうして設立された民族軍ではあっても、占領期間中は日本軍の指揮下に置かれ、軍事訓練等は日本軍の指導の下に実施された。訓練はすべて日本軍の歩兵操典を基準にしておこなわれた。訓練はきびしく、訓練兵のなかには病気になったり死亡したりする例もあった。軍事訓練とともに重視されたのは精神教育であり、そこでは日本軍の軍人勅諭が用いられ、祖国のための自己犠牲の尊さ、闘う勇気などについて、インドネシア人青年は徹底的に教え込まれた。
この青年道場の体験者でのちにインドネシア陸軍情報部長を務めたズルキフリ・ルビスは、当時について以下のように述懐している。

### ブリタル反乱
日本の敗色が濃くなっていた1945年2月14日深夜、ジャワ東部のブリタル（スカルノの出身地）で、ペタの大団が反日蜂起を起こした。それに先立つ1944年2月には米の強制供出や労務者問題に反発して、ジャワ西部・プリアンガン州のシンガパルナ村で、イスラーム指導者に率いられた農民蜂起が起こり、日本人憲兵3人が殺害された（逮捕者800人超、指導者ムストファら23人は処刑された）。こうした反日抵抗運動は1944年以降に続発するようになるが、そのなかでもブリタル反乱は、日本が軍事教練を施した軍事組織が公然と蜂起した点で、軍政当局に与えた影響も小さくなかった。
この反乱事件では4人の日本人が殺害されたが、すぐに鎮圧され、反乱に関与したとして6人の兵士が処刑された。反乱の首謀者とされたペタの小団長スプリヤディは終戦前後の混乱の中で行方不明となった。インドネシアの独立宣言後、スプリヤディはその功績を讃えられ、発足した正規軍の初代司令官に任命されたが、その行方は依然として知られなかった。

### 終戦前後
日本の敗戦後、連合国側から東インドでの武装解除、現状維持、治安維持を厳命された日本軍は、1945年8月19日付でペタを解散した。
その後、ジャカルタのペタの元将兵らは、それぞれ帰郷するなどしたようだが、その他の各地の元ペタ将兵らは組織と装備を維持しつつ、インドネシア独立宣言後の正規軍編成の呼びかけに応じ、蘭印軍出身者と共に初期のインドネシア国軍の基幹戦力を構成した。彼らは近代的軍事訓練を受けた戦闘員として、オランダとの独立戦争で重要な役割を演じた。後にインドネシアの第2代大統領となる若き日のスハルトもそのようにして正規軍に加わり、優秀な野戦指揮官として、軍内で頭角を現していった。

## 備考
- 同様の組織は、バリ郷土防衛義勇軍（1944年6月には3大団、約1600名）、ラスカル・ラヤット（スマトラ義勇軍）、マライ義勇軍（1944年1月結成）[14]など、占領各地に創設された。こうした武装組織の他にも、イスラーム系の青年層を中心に結成された武装組織、ヒズブラ（Hizboellah、回教挺身隊）などがある。
- 日本軍政期には各地の大団を統括する上部機関が置かれなかったため、独立戦争期とそれ以降を通じて、各地に成立した地方軍はその独自色が強く、それぞれが地方軍閥化していく素地をもっていた。こうした地方軍の再編成と合理化は、独立後のインドネシア政治に大きな政治問題として残されることになった。